# Lucelle
Lucelle je občina v departmaju Haut-Rhin francoske regije Alzacija.
Leta 1990 je v občini živelo 71 oseb oz. 7 oseb/km².